# 真空塔望遠鏡

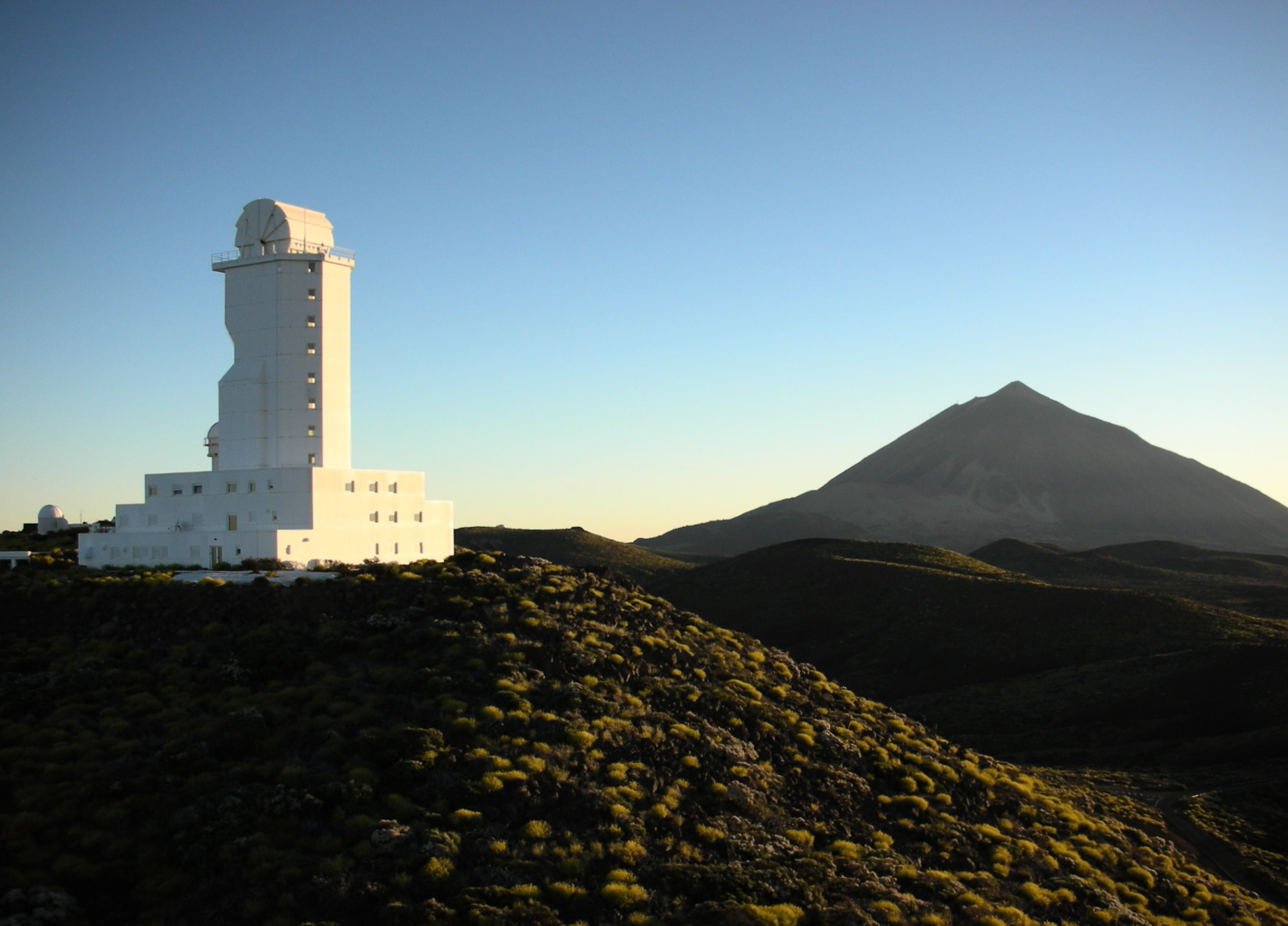
真空塔望遠鏡

真空塔望遠鏡是位在加那利群島的特內里費島上泰德天文台的抽真空光學太陽望遠鏡。由基彭霍伊爾學院太陽物理所（KIS）管理。 
它在1983年至1986年間製造，於1988年才第一次使用。它的主鏡口徑是70釐米（28英寸），焦距長46公尺（151英尺）。多虧在2000年安裝了調適光學系統KAOS（Kiepenheuer-institute Adaptive Optic System）並開始運作，它對太陽表面的解像力能夠達到0.2弧秒（相當於150公里）的細節。

## 外部連結
- German Solar Telescopes
- Tenerife German Telescopes: Vacuum Tower Telescope
- NASA Astronomy Picture of the Day: Orange Sun Oozing (22 May 2007)
- Telescope Information: Vacuum Tower Telescope